# Carmen Muñoz
Carmen Muñoz ist eine costa-ricanische Politikerin der Partido Acción Ciudadana.

## Leben
Muñoz studierte Geschichte, Philosophie und politische Ökonomie am Instituto Nacional de Aprendizaje in Costa Rica und an der Hochschule Julio A. Mella in Kuba. Muñoz war vom 1. Mai 2010 bis 30. April 2014 Abgeordnete der Legislativversammlung von Costa Rica. Muñoz ist lesbisch und wohnt in Alajuelita. Unter Präsident Luis Guillermo Solis ist sie seit Mai 2014 stellvertretende Ministerin des Innern und der Polizei.